# Pablo Moses
Pablo Moses, född som Pableto Henry på Jamaica 28 juni 1948, är en jamaicansk reggaevokalist och skådespelare som slog igenom i mitten av 1970-talet.

## Biografi
Pablo Moses har gett ut ett antal skivor under flera årtionden, men är mest känd för sitt debutalbum från 1975, Revolutionary Dream, producerat av Geoffrey Chung. På albumet återfinns låten "I Man A Grasshopper", som spelades in i The Black Ark av Lee "Scratch" Perry. Uppföljaralbumet från 1980, A Song, togs också emot väl av fans och kritiker.

## Diskografi (urval)
Studioalbum
- 1975 – Revolutionary Dream (LP, Jigsaw, utgiven 1978 som I Love I Bring)
- 1980 – A Song (LP, Island Records, utgiven som CD i Frankrike 2010)
- 1981 – Pave The Way (LP, Island Records/Mango Records)
- 1983 – In The Future (LP, Alligator Records/Mercury Records)
- 1985 – Tension (LP, Alligator Records/Mercury Records)
- 1987 – Live to Love (LP, CD, kassett, (Rohit International Records/Blue Moon Productions)
- 1990 – We Refuse (LP, CD, Profile Records)
- 1993 – Confessions of a Rastaman (LP, CD)
- 1995 – Mission (CD, RAS Records)
- 2000 – In The Future Dub (LP, Wallboomers Music)
- 2010 – The Rebirth (LP, CD, House of Moses/Tad's Records)

Singlar
- 1975 – "Blood Money" / "Blood Dunzer"
- 1975 – "I Man a Grass Hopper" / "Grass Hopper Pt II"
- 1975 – "Give I fi I Name" / "Give I fi I Dub"
- 1976 – "We Should Be in Angola" / "Dubbing in Angola"
- 1980 – "Dubbing Is a Must" / "Revolutionary Step"
- 1993 – "Life of a Big Shot" / "Version"

Samlingsalbum
- 1998 – Reggae Live Sessions Volume 4 (CD, CRS)